# Litham
Litham (em árabe: لِثَام, translit. lithām, às vezes pronunciado lifam) é um véu bucal que os tuaregues e outros nômades do norte da África, principalmente os homens, tradicionalmente usavam para cobrir a parte inferior do rosto.

## Papel e significado
O litham serviu como proteção contra a poeira e os extremos de temperatura que caracterizam o ambiente desértico. Em casos de rixas de sangue, também servia como proteção contra a violência ao dificultar o reconhecimento do usuário. O uso do litham não é visto como um requisito religioso, embora aparentemente se acredite que ele forneça proteção mágica contra as forças do mal.

## História e prática
Antigas gravuras rupestres africanas retratando rostos humanos com olhos, mas sem boca ou nariz, sugerem que as origens do litham são pré-históricas. O litham era comumente usado entre as tribos berberes Sanhaja no noroeste da África. Seu uso pelos almorávidas, originários de um clã Sanhaja, deu-lhe um significado político durante suas conquistas nos séculos XI e XII. Essa prática deu origem aos almorávidas sendo pejorativamente apelidados de al-mulaththamun (os abafados). Os almóadas, que sucederam os almorávidas como dinastia dominante na região norte-africana, opunham-se à prática de usar o litham, alegando que era proibido aos homens imitar o vestuário das mulheres, mas nunca conseguiram reprimir o seu uso.
Entre os tuaregues, os homens usam o litham, também chamado de tagelmust, enquanto as mulheres andam sem véu. Os meninos tuaregues começam a usar o litham no início da puberdade e o véu é considerado uma marca de masculinidade. É considerado impróprio um homem aparecer sem véu na frente dos mais velhos, especialmente os da família de sua esposa. O litham tuaregue é feito de vários pedaços de tecido sudanês que são costurados para formar uma tira de cerca de quatro metros de comprimento.

## Tagelmust

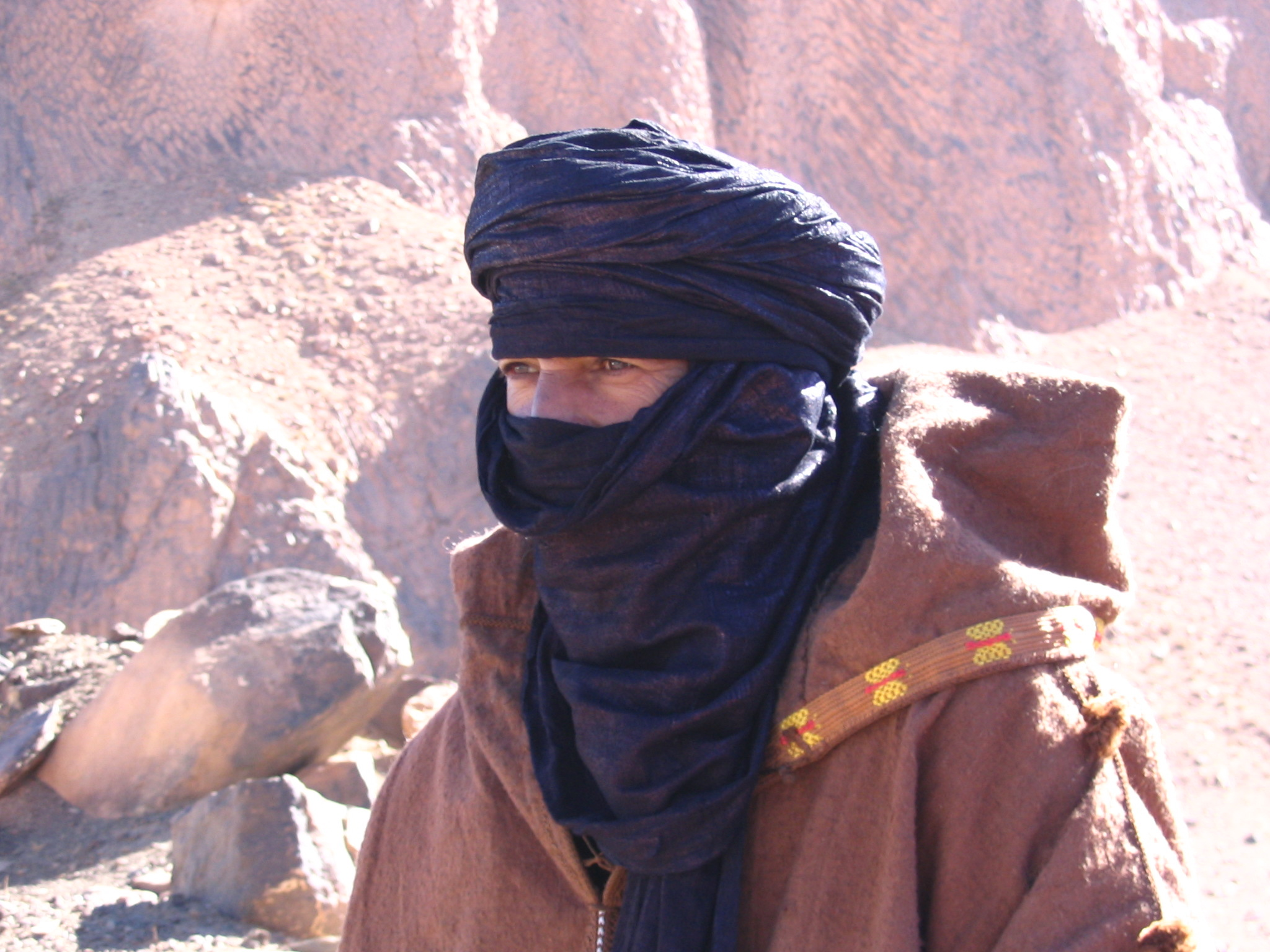
Um tagelmust, usado por um homem

O tagelmust (também conhecido como cheich, cheche e litham ) é um litham de algodão tingido de índigo, com a aparência de um véu e um turbante. O pano pode ter mais de 10 metros de comprimento. É usado principalmente por homens tuaregues berberes, os hauçás da região do extremo norte do Sael (região do continente africano) e os songais. Nos últimos tempos, outras cores entraram em uso, com os véus índigo guardados para uso em ocasiões especiais. Geralmente tem muitas camadas que cobrem a cabeça e desce para cobrir frouxamente o pescoço.
O tagel deve cobrir a cabeça. Previne a inalação de areia transportada pelo vento por seus usuários na região do Saara. O índigo é considerado por muitos dos usuários como saudável e bonito, com um acúmulo de índigo na pele do usuário sendo geralmente considerado para proteger a pele e denotar riqueza. Devido à escassez de água, o tagelmust é muitas vezes tingido por trituração em índigo seco em vez de encharcá-lo. O corante geralmente penetra permanentemente na pele do usuário e, por causa disso, os tuaregues são frequentemente chamados de "homens azuis do deserto".
Entre os tuaregues, os homens que usam o tagelmust são chamados de Kel Tagelmust (Povo do Véu). O tagelmust é usado apenas por homens adultos e retirado apenas na presença de familiares próximos. Os homens tuaregues costumam ter vergonha de mostrar a boca ou o nariz para estranhos ou pessoas de posição superior a eles, e são conhecidos por esconder suas feições usando as mãos se um tagel não estiver disponível. O tagelmust tem outro significado cultural, pois a maneira como é enrolado e dobrado é frequentemente usado para mostrar a origem do clã e da região, e a escuridão com que é tingido mostra a riqueza do usuário.

## Na literatura e no folclore
Várias lendas foram inventadas para explicar o costume do uso do véu masculino. Quando alguém caía em batalha e perdia seu litham, seus amigos não conseguiam reconhecê-lo até que fosse recolocado. A palavra litham e seus derivados têm sido amplamente utilizadas na literatura árabe, em particular pelos poetas, que comumente empregavam trocadilhos entre o significado geral de litham como véu e a raiz verbal lathama, que significa "beijar". Nas Mil e Uma Noites, as mulheres usam o litham para se disfarçar de homens. O dicionário clássico Lisan al-Arab de Ibn Manzur trata lifam como uma palavra separada, descrevendo-o como um véu de boca usado por mulheres.